# Tibetológia
A tibetológia (tibetiül: བོད་ རིག་པ་, Wylie-féle átírásban: bod-rig-pa) a Tibettel kapcsolatos témák tudományos vizsgálatával foglalkozó tudományág. Ide tartozik a tibeti nyelv, történelem, vallás, irodalom, gazdaság, politika, orvoslás és művészettörténet kutatása. Előfordul a tibetisztika elnevezése is. A tibetológiában tevékenykedő szakembereket tibetológusoknak (vagy ritkábban tibetistáknak) nevezik.

## Tibetológusok
| Külföldi tibetológusok | Külföldi tibetológusok |
| --- | ---------------------- |
| - Michael Aris (1946–1999) - Christopher I. Beckwith (1945– ) - Sarat Chandra Das (1849–1917) - Alexandra David-Néel (1868–1969) - Philippe Édouard Foucaux (1811–1894) - August Hermann Francke (1870–1930) - Melvyn Goldstein (1938– ) - Johann Grueber (1623–1680) - Heinrich August Jäschke (1817–1883) - Berthold Laufer (1874–1934) - Li Fang-Kuei (1902–1987) - William Woodville Rockhill (1854–1914) - George de Roerich (1902–1960) - Kamil Sedláček (1926– ) - Isaak Jakob Schmidt (1779–1847) - Rolf Stein (1911–1999) - Ernst Steinkellner (1937– ) - Giuseppe Tucci (1894–1984) - Turrell V. Wylie (1927–1984) - Josef Kolmaš (1933–) |                        |

| Magyar tibetológusok | Magyar tibetológusok |
| --- | -------------------- |
| - Agócs Tamás (1966– ) - Bethlenfalvy Géza (1936–2021) - Fehér Judit (1953– ) - Gelle Zsóka (1967– ) - Hamar Imre (1967– ) - Hetényi Ernő (1912–1999) - Horváth Z. Zoltán (1955–1996) - Kelényi Béla (1953– ) - Kőrösi Csoma Sándor (1784–1842) - Nagy Zoltán (1958– ) - Németh Norbert () - Orosz Gergely (1975– ) - Péter Alexa () - Róna-Tas András (1931– ) - Sári László (1950– ) - Stein Aurél (1862–1943) - Szegedi Mónika () - Szerb János (1951–1988) - Terjék József (1939– ) - Tóth Erzsébet () - Uray Géza (1921–1991) |                      |